# Cecília Dassi
Cecília Dassi (Esteio, 6 de dezembro de 1989) é uma psicóloga e ex-atriz brasileira. Em 2012 deixou de atuar para dedicar-se à carreira na psicologia.

## Biografia
Filha dos advogados Elenara e Higídio, Cecília nasceu em Esteio, cidade metropolitana da capital do Rio Grande do Sul, e sua vontade de ser atriz surgiu ainda na infância, aos quatro anos, quando imitava coreografias de apresentadoras infantis e decorava textos de comerciais. Foi então que sua mãe a levou para uma agência, onde vieram os primeiros comerciais e fotos de publicidade, dando início à sua carreira artística.

## Carreira
Em 1996, aos seis anos, Cecília fez sua estreia na teledramaturgia, quando chamada para participar do episódio Parece Que Foi Ontem na série A Comédia da Vida Privada. Naquele mesmo ano, foi convidada a participar como protagonista do programa interativo Você Decide, no episódio Um Mundo Cão. Aos sete anos, em (1997), já tendo feito 47 comerciais, Cecília deixou sua cidade natal para morar na cidade do Rio de Janeiro onde, logo em seguida, fez a sua primeira telenovela, interpretando Sandrinha em Por Amor, de Manoel Carlos - papel este que lhe rendeu quatro prêmios e uma indicação, dentre os quais, o destaque de revelação do ano outorgado pela Associação Paulista de Críticos de Arte (APCA). Em 1999, aos nove anos, interpretou Patrícia em Suave Veneno, de Aguinaldo Silva. E, desde então, não parou: fez o papel de Gute no quadro Irmãos em Ação em Bambuluá (2000), Zoé em A Padroeira (2001) e, em 2002, sua primeira minissérie, O Quinto dos Infernos, de Carlos Lombardi, em que deu vida a princesa Maria da Glória - uma sequência de trabalhos em que a atriz foi se consolidando. Ainda em 2002, aos 13 anos, participou de O Beijo do Vampiro, de Antonio Calmon, como Beatriz, personagem que lhe rendeu mais um prêmio de melhor atriz pela revista Contigo!.
No ano de 2004, já com quinze anos, obteve experiência como apresentadora à frente do programa de entretenimento infanto-juvenil TV Globinho, o qual apresentou até o ano seguinte, quando saiu para interpretar Mirella em Alma Gêmea, de Walcyr Carrasco, onde evoluiu profissionalmente. Em 2007, despontou como a adolescente Estela de Sete Pecados, de Walcyr Carrasco. No ano seguinte, mostrou ao público que cresceu ao viver a jovem  Natália em Três Irmãs, de Antonio Calmon, personagem que engravida na adolescência e se vê obrigada a casar-se. No mesmo ano, Cecília foi convidada pelo diretor Jorge Fernando a dar vida à adolescente rebelde Bebel no longa A Guerra dos Rocha, pela 20th Century Fox, iniciando então sua carreira cinematográfica. Em sua última novela ela viveu a sedutora Clarisse de Viver a Vida, garota que namora um homem bem mais velho que ela. Em 2012, interpretou Nazinha no filme Gonzaga - De Pai pra Filho, em homenagem ao centenário de Luiz Gonzaga.
Também em 2012, Cecília anunciou que deixaria a carreira de atriz, uma vez que se formaria no ano seguinte em psicologia. Desde 2013, possui sua própria clínica, além de trabalhar como psicóloga de atores-mirins nos primeiros anos de carreira, ajudando-os a lidar com a ascensão à fama sem traumas pessoais.
Em 2017, lançou um canal no YouTube em que dá dicas sobre inteligência emocional, relacionamentos, ansiedade e outros assuntos relacionados à área de psicologia. Em maio de 2018, o canal já tinha mais de 85 mil inscritos.

## Vida pessoal
Em 2006, começou a namorar o jornalista Bruno Torelly, de quem se tornou noiva em 2012, embora o relacionamento tenha chegado ao fim em 2016. Em 2007, Cecília começou a cursar Psicologia na Universidade Estácio de Sá (UNESA), no Rio de Janeiro. Em 2009, teve que trancar o curso para se dedicar à novela Viver a Vida. Em 2011, retornou à faculdade para finalizar os últimos anos de curso, formando-se em 2013.

## Filmografia

### Televisão
| Ano     | Título                    | Personagem                                    | Nota                             |
| ------- | ------------------------- | --------------------------------------------- | -------------------------------- |
| 1996    | A Comédia da Vida Privada | Marcela                                       | Episódio: "Parece Que Foi Ontem" |
| 1996    | Você Decide               | Katia                                         | Episódio: "Um Mundo Cão"         |
| 1997    | Por Amor                  | Sandra Gonzaga Greco (Sandrinha)              |                                  |
| 1999    | Suave Veneno              | Patrícia Elizabeth Cerqueira Figueira (Patty) |                                  |
| 2000    | Bambuluá                  | Gute                                          | Episódio: "12 de outubro"        |
| 2001    | A Padroeira               | Zoé Vilela                                    |                                  |
| 2002    | O Quinto dos Infernos     | Maria II de Portugal (adolescente)            | Episódios: "28–29 de março"      |
| 2002    | O Beijo do Vampiro        | Beatriz Brummer dos Anjos (Bia)               |                                  |
| 2004–05 | TV Globinho               | Apresentadora                                 |                                  |
| 2005    | Alma Gêmea                | Mirella de Médici Siqueira                    |                                  |
| 2007    | Sete Pecados              | Estela Alves Verona                           |                                  |
| 2008    | Três Irmãs                | Natália Malatesta                             |                                  |
| 2009    | Viver a Vida              | Clarisse Trindade de Araújo Rocha             |                                  |
| 2010    | A Vida Alheia             | Laís                                          | Episódio: "Porque Temos Fé"      |
| 2013    | Gonzaga: de Pai pra Filho | Nazinha (jovem)                               |                                  |

### Cinema
| Ano  | Título                    | Personagem           |
| ---- | ------------------------- | -------------------- |
| 2008 | A Guerra dos Rocha        | Isabel Rocha (Bebel) |
| 2012 | Gonzaga: de Pai pra Filho | Nazinha (jovem)      |

## Teatro
| Ano  | Título                     | Personagem     | Nota                       |
| ---- | -------------------------- | -------------- | -------------------------- |
| 2003 | Branca de Neve             | Branca de Neve |                            |
| 2004 | Com Brinquedo Só Se Brinca | Dina           |                            |
| 2012 | Filha, Mãe, Avó e Puta     | nenhum         | Como assistente de direção |

## Prêmios e indicações
| Ano  | Prêmio                                     | Categoria                 | Nomeação           | Resultado | Ref.   |
| ---- | ------------------------------------------ | ------------------------- | ------------------ | --------- | ------ |
| 1997 | Troféu Imprensa                            | Revelação do Ano          | Por Amor           | Indicada  | [ 19 ] |
| 1997 | Prêmio Melhores da Revista da TV - O Globo | Melhor Revelação Feminina | Por Amor           | Venceu    |        |
| 1997 | Prêmio FestNatal                           | Melhor Atriz Revelação    | Por Amor           | Venceu    | [ 21 ] |
| 1997 | Prêmio Master                              | Melhor Atriz Revelação    | Por Amor           | Venceu    | [ 21 ] |
| 1997 | Troféu APCA                                | Melhor Revelação          | Por Amor           | Venceu    | [ 22 ] |
| 1998 | Prêmio Contigo!                            | Melhor Atriz Infantil     | Por Amor           | Venceu    | [ 23 ] |
| 2003 | Prêmio Contigo!                            | Melhor Atriz Infantil     | O Beijo do Vampiro | Venceu    | [ 24 ] |
| 2006 | Prêmio Contigo!                            | Melhor Atriz Infantil     | Alma Gêmea         | Indicada  | [ 25 ] |